# Західний провулок (Київ)
За́хідний прову́лок — провулок у Солом'янському районі міста Києва, місцевість Караваєві дачі. Пролягає від вулиці Андрія Мельника до кінця забудови.

## Історія
Провулок виник у середині XX століття під такою ж назвою. З 1944 року таку ж назву отримав колишній Провулок № 2, що пролягав від Борщагівської вулиці (між теперішніми будинками № 208 та № 210) до тупика.

## Установи та заклади
- № 4 — один із відділів Пенсійного фонду України в Солом'янському районі міста Києва.